# اوونا

اوونا شهری در شهرستان بانا در استان باله در بورکینافاسوی جنوبی است و جمعیت آن ۳۱۷۰ نفر است.